# Bentazepam
Bentazepam é um fármaco da classe terapêutica dos benzodiazepínicos, com semelhança aos efeitos do diazepam. É utilizado no tratamento da depressão, ansiedade, sedação e como relaxante muscular.